# Heinrich Friedrich Müller
Heinrich Friedrich Müller (* 1. Mai 1779 in Hannover; † 15. September 1848 in Wien) war Kunst- und Musikalienhändler und Verleger der ersten guten deutschen Bilderbücher.
1805 zog er nach Wien, heiratete um 1807 die Witwe des Kunsthändlers Lukas Hohenleithner (1747–1796), übernahm die Hohenleithnersche Kunsthandlung und etablierte sich etwas später im Geschäftslokal des verstorbenen Hieronymus Löschenkohl am Kohlmarkt Nr. 1218. 
Bilderbücher für die Jugend waren seinerzeit von geringer Vollkommenheit, „mehr Schmierereien, ohne irgend welchen künstlerischen Wert“. Müller wollte die Bilderbücher veredeln und beschäftigte die ersten Meister seiner Zeit wie Loder, die Kupferstecher Blaschke, Stöber, Steinmüller, Panheimer, Benedetti und andere mehr. 
Neben dem Bilderbuchverlag verlegte er  Jugendspiele wie Glocke und Hammer, die im Norden Europas großen Absatz fanden, und sogenannten Kunstbillets, die er in ganz Europa verbreitet. Für die Erzeugung von 3000 Stickmustern beschäftigte er manchmal mehr als 150 Koloristen. 
1848 wurde er Musikalienhändler und gab u. a. Friedrich von Flotows Martha und Davids Columbus heraus. 
Auf seine Anregung führte man in Österreich die Chromolithographie ein. Er war Mitbegründer des Wiener Kunstvereins, Vorsteher des Gremiums der Wiener Kunsthändler. Seine Tochter Karoline heiratete Albrecht Krafft. 
Seine Witwe verkaufte die Handlung 1858 an Franz Wessely und Friedrich Büsing, welche sie unter Wessely & Büsing fortführten. Büsing trat bald wieder aus und Wessely verkaufte es 1885 an Vinzenz Kratochwill. Seit 1889 ist dieses Geschäft mit der 1869 gegründeten Firma Bosworth & Co. in Wien verschmolzen.

## Schriften
- Bilderbücher für die Jugend, welche im Verlage der Kunsthandlung von H. F. Müller in Wien erschienen, und bei G. Jaquet in München zu haben sind;